# Vidfinn
Vidfinn (fornvästnordiska Viðfinnr, ”skogsjägare”) är i nordisk mytologi far till barnen Bil och Hjuke, som kidnappades av månguden Måne då de var på väg  från brunnen Byrge med en så, som de bar på axlarna med såstången Simul. Detta berättas i Snorres Edda, Gylfaginning, kapitel 11. Snorre skriver: ”De barnen följer Måne, såsom man kan se från jorden.” Eftersom man kan se dem från jorden, kan det alltså röra sig om en bild som syns på månen.
Vidfinn är en i övrigt okänd gestalt. Viktor Rydberg identifierade honom utan egentlig grund med ”alvfursten” Ivalde och Anne Holtsmark antog honom vara ”gubben i månen”.
Namnet Vidfinn har tolkats på olika sätt, men den mest etablerade översättningen utgår från viðr, ”trä; träd, skog” och finnr, ”jägare, same”. Enligt John Lindow har namnet en klar etnisk syftning: Vidfinn har tillhört samerna och detsamma bör väl då också gälla hans två bortrövade barn. En äldre tolkning att Bil och Hjuke skulle ha varit dvärgar saknar källstöd. Snorre verkar beskriva dem som människobarn, men i Gylfaginning 35 uppger han att ”Bil räknas till asynjorna”. Anne Holtsmark gissar att hon kan ha tillhört diserna.